# Saint-Marcel-d’Ardèche
Saint-Marcel-d’Ardèche település Franciaországban, Ardèche megyében. Lakosainak száma 2357 fő (2022. január 1.). Saint-Marcel-d’Ardèche Bidon, Bourg-Saint-Andéol, Saint-Just-d’Ardèche, Saint-Martin-d'Ardèche, Pierrelatte, Aiguèze és Lapalud községekkel határos.

## Népesség
A település népessége az elmúlt években az alábbi módon változott:
| Lakosok száma | 1089 | 1465 | 1781 | 2342 | 2429 | 2405 | 2375 | 2380 | 2379 | 2357 |
|               | 1968 | 1982 | 1990 | 2006 | 2013 | 2015 | 2017 | 2019 | 2020 | 2022 |